# デヴィッド・キャンベル (クラリネット奏者)
デヴィッド・キャンベル（David Campbell, 1953年4月15日 - ）は、イギリスのクラリネット奏者。
長く作曲家ピーター・マックスウェル・デイヴィスの主催するアンサンブルのメンバーとして現代音楽を演奏し、その後、ソロ活動と室内楽の分野に進出する。モーツァルトのクラリネット協奏曲をシティ・オブ・ロンドン・シンフォニア、ロイヤル・フィルハーモニー管弦楽団のそれぞれと録音したのをはじめ、ブラームスのクラリネット独奏曲集、モーツァルトとブラームスの五重奏曲、メシアンの「世の終わりのための四重奏曲」等の音源がある。またカンタベリー・クライスト・チャーチ大学やウェストミンスター・スクールで木管楽器を教え、アベリストウィス音楽祭の芸術監督を務める。